# L.C. Nuova Gioiese
Libero Calcio Nuova Gioiese là một câu lạc bộ bóng đá Ý có trụ sở tại Gioia Tauro, Calabria.

## Lịch sử

### Gioiese
Gioiese đầu tiên được thành lập vào năm 1918, và màu sắc của đội là trắng và xanh với các sọc. Chủ tịch khi đó là Ugo Battaglini.

#### Serie C
Trải nghiệm đầu tiên Gioiese có mức độ như vậy xảy ra sau Thế chiến II, khi tham gia Serie C được gọi là Lega Interregionale South cho đến năm 1948.

#### Serie C2
Với chủ tịch Franco Musco, Gioiese đã chơi lần đầu tiên tại Campionato Interregionale 1981-1982 với HLV Franco Scoglio và giành chức vô địch bằng cách thống trị từ ngày đầu tiên đến ngày cuối cùng.
Sau sự ra đi của Scoglio, Gioiese đã chuẩn bị cho mùa giải tiếp theo ở Serie C2 với một huấn luyện viên mới Bruno Jacoboni, nhưng kết quả trở nên tiêu cực, với sự xuống hạng vào ngày cuối cùng, mặc dù đánh bại Messina.

### Libero Calcio Nuova Gioiese
Gioiese cũ đã giải thể vào năm 2004, tràn ngập các khoản nợ. Vì vậy, đội đầu tiên của Gioia Tauro đã trở thành Libero Calcio Nuova Gioiese, một đội sinh năm 1968 và dưới sự lãnh đạo của chủ tịch Rombolà, đã có một bước tiến lớn từ Seconda Cargetoria đến Eccellenza.

#### Serie D
Trong mùa giải 2012-13 đội đã được thăng hạng từ Eccellenza Calabria lên Serie D.

## Màu sắc và huy hiệu
Màu sắc của đội là tím và trắng.